# Michał Joachimowski
Michał Teodor Joachimowski (ur. 26 września 1950 w Żninie, zm. 19 stycznia 2014 w Bydgoszczy) – polski lekkoatleta, trójskoczek, olimpijczyk, prawnik i polityk.

## Życiorys

### Kariera sportowa
W trakcie kariery sportowej reprezentował kluby Budowlani Bydgoszcz, Zawisza Bydgoszcz i Polonia Warszawa. Wystartował na letnich igrzyskach olimpijskich w Monachium w 1972 (zajmując 7. miejsce z wynikiem 16,69 m) i w Montrealu w 1976.
Największe sukcesy sportowe odnosił w hali. W halowych mistrzostwach Europy w Göteborgu w 1974 zdobył tytuł mistrzowski, ustanawiając halowy rekord świata – 17,03 m (nadal aktualny rekord Polski w hali), w Rotterdamie (1973 – 16,75 m) i Katowicach (1975 – 16,90 m) wywalczył srebrne medale HME.
Był także mistrzem Uniwersjady w 1975 z wynikiem 16,54 m. Zajął też 5. miejsce podczas mistrzostw Europy w Rzymie (1974 – 16,53 m). Jest sześciokrotnym mistrzem Polski w trójskoku (kolejno 1972–1976, 1978), trzykrotnym halowym mistrzem kraju w hali i byłym rekordzistą Polski w tej specjalności na stadionie (17,06 m w 1973, który to wynik pozostał jego rekordem życiowym). W rankingu „Track and Field News” notowany czterokrotnie: 1972 – 6. miejsce, 1973 – 3. miejsce, 1974 – 3. miejsce, 1975 – 4. miejsce.

### Działalność zawodowa i publiczna
Ukończył studia na Wydziale Prawa Uniwersytetu Mikołaja Kopernika w Toruniu. Uzyskał następnie uprawnienia radcy prawnego.
W latach 90. należał do Unii Demokratycznej i Unii Wolności, w 2001 został członkiem Platformy Obywatelskiej. W 1993 kandydował z ramienia UD do Sejmu. W okresie rządu Jerzego Buzka zajmował stanowisko wicewojewody bydgoskiego (1998), następnie w 1999 został wicewojewodą kujawsko-pomorskim. Funkcję tę pełnił do 2001.
Bez powodzenia kandydował do Sejmu w 2001 (z listy UW) i 2005 (z listy PO), do sejmiku województwa kujawsko-pomorskiego w 2002 (z listy POPiS) oraz do Parlamentu Europejskiego w 2004 (z listy PO).
Odznaczony medalem Kalos Kagathos (2001), Złotym Krzyżem Zasługi (2005), a pośmiertnie w 2014 Krzyżem Oficerskim Orderem Odrodzenia Polski.

## Rekordy życiowe
- trójskok – 17,06 m (2 czerwca 1973, Warszawa) – 5. wynik w historii polskiej lekkoatletyki[8]

## Życie prywatne
Mieszkał w Bydgoszczy. Zmarł 19 stycznia 2014 z powodu rozległego zawału serca. Pochowany został na cmentarzu parafialnym w Żninie. Jego syn – Michał także uprawiał trójskok.